# 荷兰驻中华民国大使馆旧址
荷兰驻中华民国大使馆旧址，位于南京市鼓楼区老菜市8号，为两层民国建筑，1947年至1949年间为荷兰驻中华民国大使馆。现为南京民国地图馆。

## 历史
该建筑为萧之楚将军（萧逸之父）所建，1947年被荷兰外交机构购买，1947年6月中旬，作为荷兰驻中华民国大使馆。1949年9月22日，荷兰外交人员撤离南京。
2011年12月，该处被列为江苏省文物保护单位。2012年该建筑开始修缮，2016年竣工，2017年11月改为南京民国地图馆，对公众免费开放。